# Carrière de Fazekas-hegy
La Réserve naturelle de la carrière de Fazekas-hegy (en hongrois : Fazekas-hegyi kőfejtő természetvédelmi terület) constitue une réserve naturelle protégée, située à Budapest et caractérisée comme d'intérêt local.